# Walter og Trofast
Walter og Trofast (engelsk: Wallace & Gromit) er en britisk stop motion komedie franchise, der er skabt af Nick Park og produceret af Aardman Animations. Den består af fire kortfilm og to spillefilm, og har affødt flere spin-offs og tv-programmer; disse tæller Frode Får og Timmy-tid. Serien omhandler Walter, en godmodig, excentrisk, osteelskende opfinder, og Trofast, hans loyale og intelligente antropomorfiske beagle. Den første kortfilm, Den Store Udflugt, blev færdiggjort og udgivet i 1989. Skuespilleren Peter Sallis lagde stemme til Walter indtil 2010, hvor han blev efterfulgt af Ben Whitehead. Selvom Walter ofte taler, så er Trofast for det meste tavs og har ingen replikker, men kommunikerer i stedet via mimik og kropssprog.
Som følge af sin popularitet er karaktererne blevet beskrevet som positive internationale kulturikoner for både britisk kultur og de britiske folk generelt. BBC News har kaldt dem "nogle af de bedst kendte og mest elskede stjerner, der kommer fra Storbritannien". Icons har beskrevet at de har gjort "mere for at forbedre billede af englænderne i verden end nogen officielt udnævnte ambassadører".
Skaberen Park har udtalt, at han var inspireret af sin barndom i 1950'erne og 1960'erne i Lancashire i Nordengland. Selvom filmene ikke er sat til at foregå i en bestemt tidsperiode, så er 1960'erner den mest passende, bortset fra en række anakronismer, med meget vekslende geografi, hvor Wigan kan ses i endne på Walters alliterative adresse på bogstaverne, selvom hans accent kommer fra Holme Valley i West Yorkshire og særligt hans forkærlighed for Wensleydale-ost (fra Wensleydale, North Yorkshire).
Filmene er blevet rost bredt, og de første tre kortfilm, Den Store Udflugt (1989), De Forkerte Bukser (1993) og På et hængende hår (1995) har 100% positive tilkendegivelser på Rotten Tomatoes; den første spillefilmWalter og Trofast - Det Store Grøntsagskup (2005) har også været rost. Det er den bedst indtjendende stop motionfilm og slog rekorden som en anden af Parks projekter, Flugten fra Hønsegården (2000), havde. En fjerde kortfilm, Et spørgsmål om liv eller brød, blev udgivet i 2008. Endnu en film i spillefilmslængde, Wallace & Gromit: Vengeance Most Fowl, markerede genkomsten af den skurkagtige pingvin Feathers McGraw, bliver udgivet vinteren 2024.
Filmserien har modtaget utallige priser, inklusive fem British Academy Film Awards, tre Academy Awards og en Peabody Award.
Der er hidtil lavet 3 korte film af en halv times varighed og en enkelt spillefilm. Endvidere er de første tre film blevet klippet sammen til filmen Walter og Trofasts utrolige eventyr.

## Personer
Walter
Walter er en entusiastisk opfinder, der er glad for ost og kiks. Han laver konstant opfindelser til at udføre næsten alt i hans hjem. Der dog tit problemer med disse opfindelser.
Han er løst baseret på Nick Parks far.
Trofast
Trofast er Walters hund. Han er født 12. februar. Trofast er yderst loyal overfor Walter, selv om fejl i Walters opfindelser tit går udover ham. Trofast taler aldrig, men udtrykker sig ved hjælp af kropssprog.

## Filmografi

### Hovedserie
| Titel                                      | Oprindelig engelsk udgivelse | Instruktør(er)                  | Manuskriptforfatter(e)                         | Historie af                                    | Producer(e)                                                             |
| Kortfilm                                   | Kortfilm                     | Kortfilm                        | Kortfilm                                       | Kortfilm                                       | Kortfilm                                                                |
| ------------------------------------------ | ---------------------------- | ------------------------------- | ---------------------------------------------- | ---------------------------------------------- | ----------------------------------------------------------------------- |
| Den Store Udflugt                          | 4. november 1989             | Nick Park                       | Nick Park and Steve Rushton                    | Nick Park and Steve Rushton                    | Rob Copeland                                                            |
| De Forkerte Bukser                         | 26. december 1993            | Nick Park                       | Nick Park, Bob Baker og Brian Sibley           | Nick Park, Bob Baker og Brian Sibley           | Christopher Moll                                                        |
| På et hængende hår                         | 24. december 1995            | Nick Park                       | Bob Baker og Nick Park                         | Bob Baker og Nick Park                         | Carla Shelley og Michael Rose                                           |
| Et spørgsmål om liv eller brød             | 25. december 2008            | Nick Park                       | Nick Park og Bob Baker                         | Nick Park og Bob Baker                         | Steve Pegram                                                            |
| Spillefilm                                 |                              |                                 |                                                |                                                |                                                                         |
| Walter og Trofast - Det Store Grøntsagskup | 7. oktober 2005              | Nick Park og Steve Box          | Nick Park, Steve Box, Mark Burton og Bob Baker | Nick Park, Steve Box, Mark Burton og Bob Baker | Claire Jennings, Carla Shelley, Peter Lord, David Sproxton og Nick Park |
| Vengeance Most Fowl                        | 25. december 2024            | Nick Park og Merlin Crossingham | Mark Burton                                    | Nick Park og Mark Burton                       | Richard Beek                                                            |

### Spin-off film
| Titel                                                                                         | Oprindeligt sendt | Instruktør(er)                 | Manuskriptforfatter(er)                              | Historie af                                          | Producer(e)                   |
| Kortfilm                                                                                      | Kortfilm          | Kortfilm                       | Kortfilm                                             | Kortfilm                                             | Kortfilm                      |
| --------------------------------------------------------------------------------------------- | ----------------- | ------------------------------ | ---------------------------------------------------- | ---------------------------------------------------- | ----------------------------- |
| Timmy Time: Timmy's Christmas Surprise                                                        | 12. december 2011 |                                |                                                      |                                                      |                               |
| Timmy Time: Timmy's Seaside Rescue                                                            | 13. juli 2012     |                                |                                                      |                                                      |                               |
| Shaun the Sheep: The Farmer's Llamas                                                          | 26. december 2015 | Jay Grace                      | Nick Vincent Murphy, Lee Pressman og Richard Starzak | Nick Vincent Murphy, Lee Pressman og Richard Starzak | Paul Kewley og John Woolley   |
| Shaun the Sheep: The Flight Before Christmas                                                  | 3. december 2021  | Steve Cox                      | Mark Burton og Giles Pilbrow                         | Mark Burton og Giles Pilbrow                         |                               |
| Feature films                                                                                 |                   |                                |                                                      |                                                      |                               |
| Shaun the Sheep Movie                                                                         | 6. februar 2015   | Mark Burton og Richard Starzak | Mark Burton og Richard Starzak                       | Mark Burton og Richard Starzak                       | Paul Kewley og Julie Lockhart |
| A Shaun the Sheep Movie: Farmageddon                                                          | 18. oktober 2019  | Will Becher og Richard Phelan  | Mark Burton og Jon Brown                             | Richard Starzak                                      | Paul Kewley                   |
| List indicator(s) - A dark-grey cell indicates the information is not available for the film. |                   |                                |                                                      |                                                      |                               |

### Tv-serier
| Titel                                    | Oprindeligt sendt | Oprindeligt sendt | Serie       | Episoder    |
| Titel                                    | Først sendt       | Sidst sendt       | Serie       | Episoder    |
| Hoovedserie                              | Hoovedserie       | Hoovedserie       | Hoovedserie | Hoovedserie |
| ---------------------------------------- | ----------------- | ----------------- | ----------- | ----------- |
| Wallace & Gromit's Cracking Contraptions | 15. oktober 2002  | 15. oktober 2002  | 1           | 10          |
| Wallace & Gromit's World of Invention    | 3. november 2010  | 8. december 2010  | 1           | 6           |
| Spin-offs                                |                   |                   |             |             |
| Shaun the Sheep                          | 5. marts 2007     | nu                | 6           | 170         |
| Timmy Time                               | 6. april 2009     | 13. juli 2012     | 3           | 78          |
| Shaun the Sheep 3D                       | 7. marts 2012     | 13. juni 2012     | 1           | 15          |
| Shaun The Sheep Championsheeps           | 2. juli 2012      | 13. juli 2012     | 1           | 21          |